# Elettrotreno MP 73

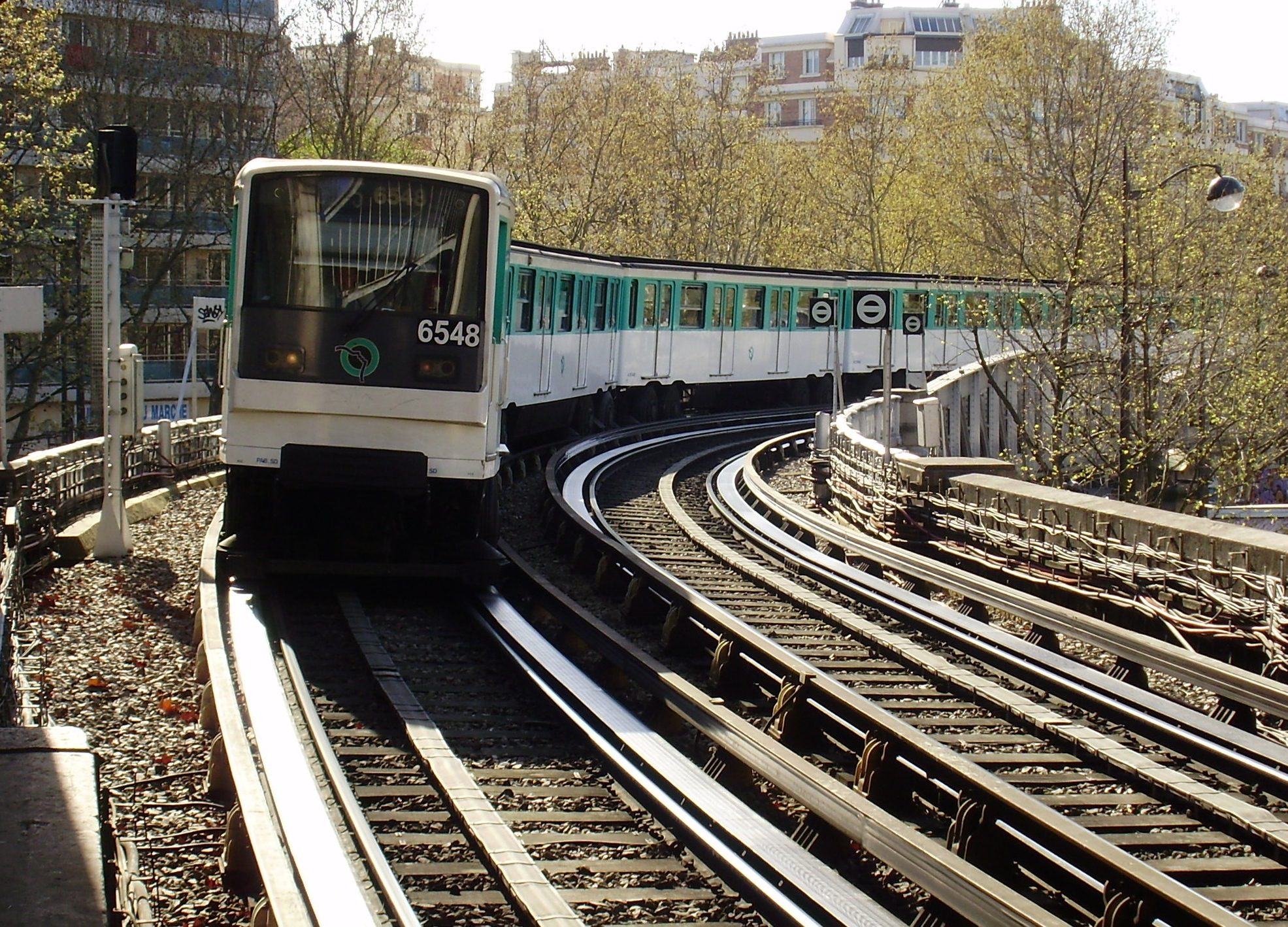
MP 73 in linea

L'elettrotreno MP 73 (Metro Pneu 1973) è un convoglio ferroviario su pneumatici in servizio sulla metropolitana di Parigi (linee 6 e 11). Entrato in servizio nel 1974, ha in passato equipaggiato anche la linea 4. Tecnicamente assomiglia ai MP 59 ed esteticamente al MF 67.

## Storia

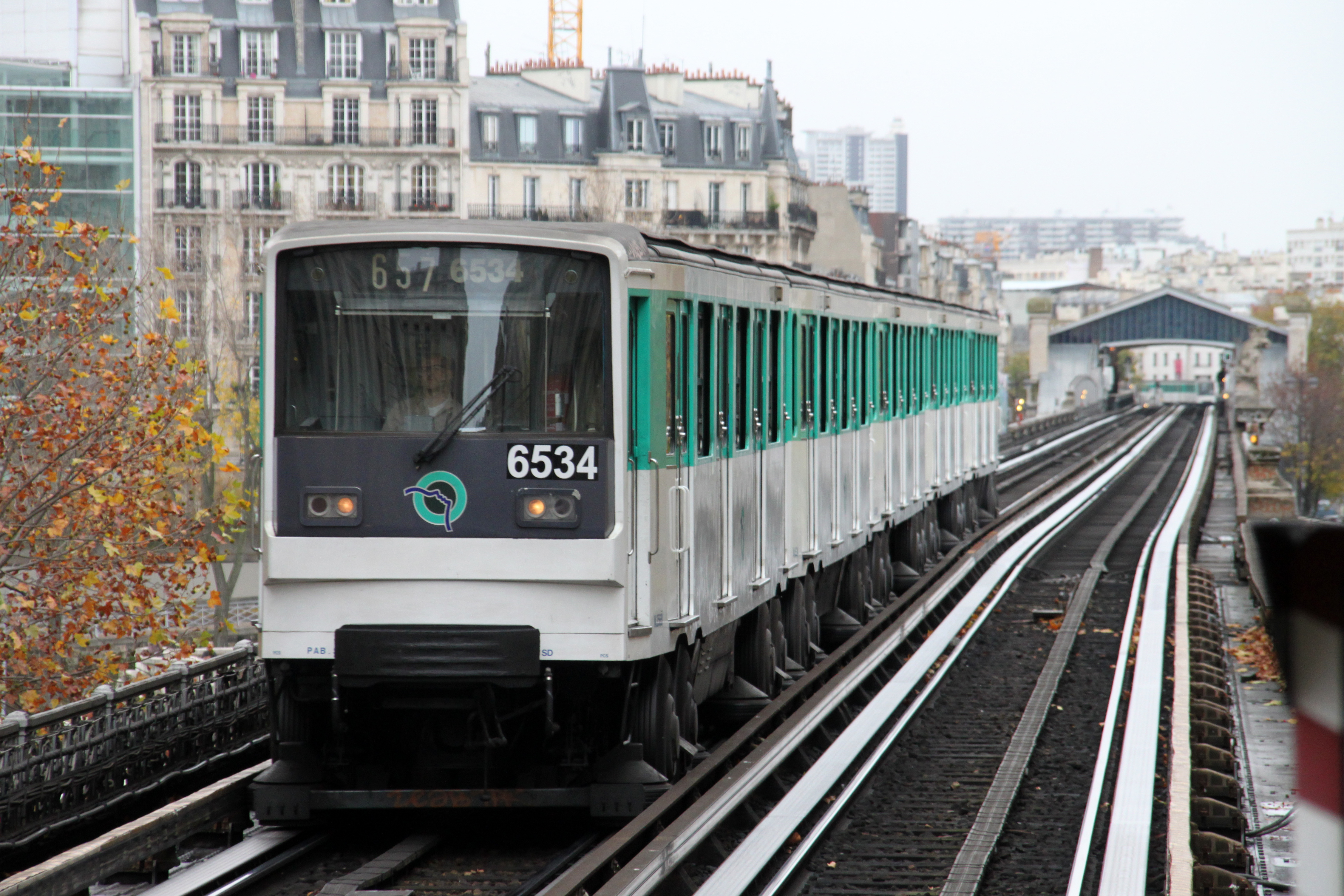
Treno in servizio a Passy.

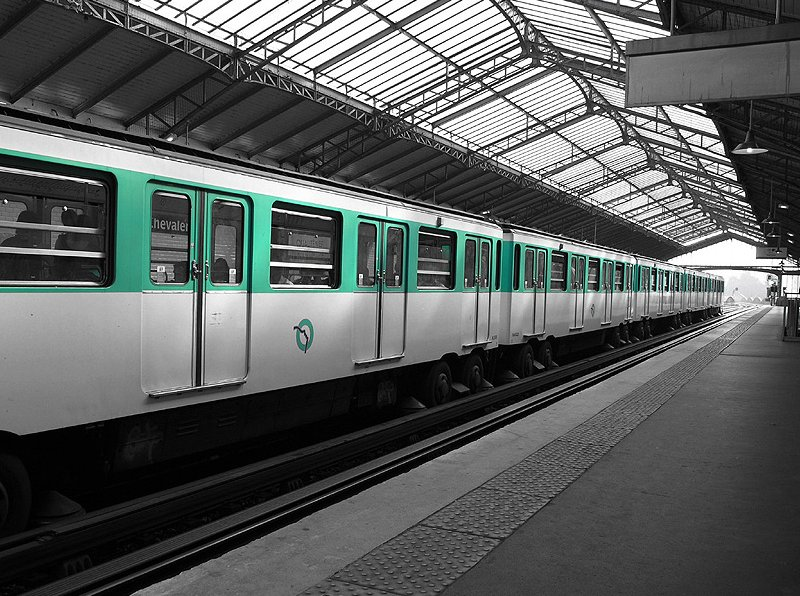
Treno in transito a Chevaleret.

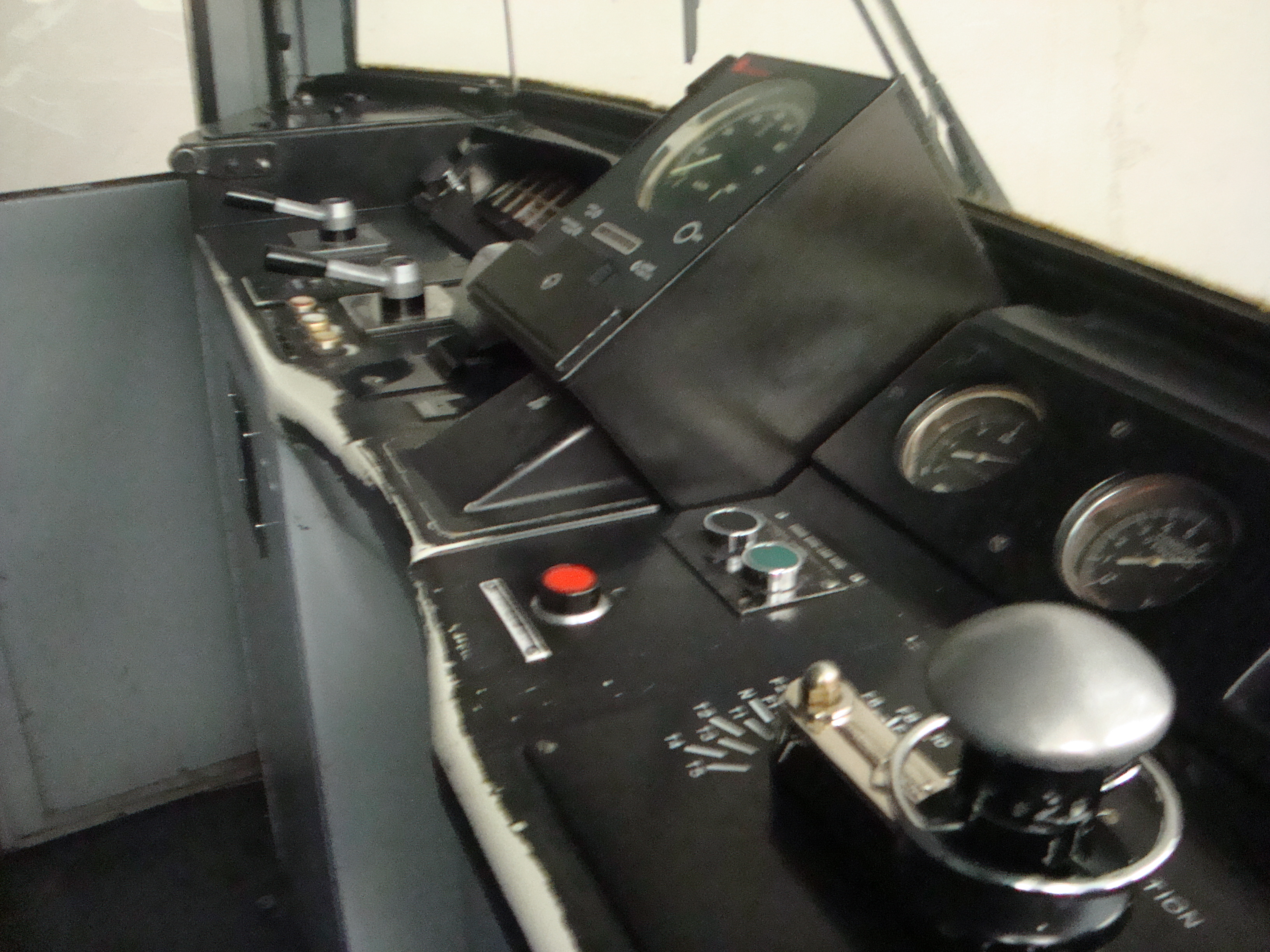
Posto guida.

Dopo la conversione della linea 4 ai treni su pneumatici, la RATP smise di implementare questa tecnologia, giudicata troppo complessa e costosa. Commissionò dunque un nuovo tipo di treno su ferro, il MF 67, per ritirare i vecchissimi treni Sprague-Thomson. Tuttavia, la linea 6 correva per larga parte all'aria aperta, con conseguente disagio degli inquilini delle case adiacenti alle rotaie, disturbati da vibrazioni e sferragliamento. Si decise pertanto di convertirla agli pneumatici.
Fu commissionato un nuovo materiale rotabile, il MP 73, decisamente innovativo rispetto ai treni precedenti, con una carrozzeria spigolosa simile al MF 67, e una nuova livrea a due fasce: blu reale in basso e grigia chiara in alto. L'interno era perlopiù di colore grigiastro. Un convoglio constava di cinque convogli. Gli pneumatici adottati erano scanalati, per mantenere l'aderenza anche all'aria aperta in caso di pioggia.
I cinquanta MP 73 costruiti a tempo di record nel 1974 entrarono in servizio il 31 luglio di quell'anno. A livello di rumorosità, le rilevazioni compiute dopo la loro messa in servizio, a parità di velocità, attestarono una rumorosità di 67,5 decibel per il MP 73, contro gli 80 degli Sprague-Thomson. All'interno delle carrozze il rumore si ridusse altresì da 82 a 64 dB.
I convogli furono dotati di controllo automatico a decorrere dal 10 febbraio 1975. Fino al 1975, inoltre, circolarono insieme ai vecchi Sprague-Thomson, che furono poi alienati. Alcuni convogli inoltre furono trasferiti a rinforzare le linee 4 e 11 fino al 1999:
- sulla linea 4 affiancarono i MP 59 e furono allungati a sei carrozze;
- sulla 11, tra il 1976 e il 1978[4], affiancarono i MP 55, e come questi furono accorciati a quattro casse.

Il MP 73, in origine, presentava la porta d'accesso alla cabina di guida senza finestrino, ed era sprovvisto di porte alle estremità dei vagoni (entrambe furono poi aggiunte).
Il treno conquistò notorietà anche grazie ad una scena del film Il poliziotto della brigata criminale (1975), nella quale il commissario Letellier (Jean-Paul Belmondo) sale in maniera rocambolesca a bordo del convoglio nº6527 in corsa, strisciando e camminano a lungo sul tetto. In seguito, diverse persone tentarono imprudentemente di emularlo, spesso rimettendoci la vita.
Tra il 1996 e il 2002, gli MP 73 hanno subìto un restyling: le estremità sono diventate nere (a somiglianza degli MF 67), i sedili sono stati sostituiti, l'interno è stato ridipinto in verde e la carrozzeria ha ricevuto la nuova livrea unificata RATP (bianco-verde giada).

## Utilizzo
Gli MP 73 operano in larga parte (45 treni) sulla linea 6. Da agosto 2009 il solo treno 6544 è stato smistato sulla linea 11, dopo la riduzione dello stesso a quattro sole casse. In genere, il MP 73 circola a cinque casse:
- 1 motrice con posto guida (M);
- 1 motrice senza posto guida (N);
- 1 rimorchio di prima classe (A);
- 1 rimorchio di seconda classe (B);
- 1 motrice con posto guida (M).

## Numerazione
Le casse del MP 73 sono così numerate:
- da M.3501 a 3602 per le motrici con posto guida;
- da N.4501 a 4550 per le motrici senza posto guida;
- da A.6501 a 6550 per i rimorchi di prima classe;
- da B.7001 a 7050 per i rimorchi di seconda classe.

I convogli MP 73 sono dunque numerati da 6501 a 6550. Il numero di un convoglio corrisponde a quello del suo rimorchio A. Per esempio un convoglio assortito M.3501, N.4501, A.6501, B.7001 e M.3502 prende il numero 6501.
Spesso si osservano però convogli assortiti al di fuori di questa regola, come il M.3582, N.4502, A.6502, B.7002 e M.3581. In questo convoglio le motrici dovrebbero essere la M.3503 anziché la M.3581, e la M.3504 in luogo della M.3582. Ciononostante, il convoglio si continua a chiamare 6502, poiché il rimorchio A porta il numero 6502.

## Parco mezzi

Schema dei vagoni di un MP 73.

Dei 50 MP 73 prodotti, solo 46 sono in linea (45 sulla linea 6 e uno sulla 11, composto di sole 4 casse). Dal 1986 alla rimozione dell'ultimo MP 55 nel gennaio 1999, sette MP 73 hanno circolato in formazione a quattro casse. In seguito sono stati riallungati a cinque. La loro composizione era:
- M.3504-N.4502-A.6502-M.3503;

- M.3512-N.4506-A.6506-M.3511;

- M.3592-N.4546-A.6546-M.3591;

- M.3514-N.4507-A.6548-M.3513;

- M.3510-N.4505-A.6549-M.3509;

- M.3600-B.7050-B.7006-M.3599;

- M.3508-N.4504-B.7049-M.3507.

Il rimorchio A.6550 è stato rottamato a seguito di un deragliamento.
Dei vagoni provenienti dal MP 73 sono stati mescolati a vagoni del MP 59. Così due treni, numerati 001 e 002, hanno circolato per qualche anno sulla linea 4 con tre rimorchi di tipo B, di cui due provenienti dalla linea 11 (B.7002 et B.7004); questi due treni sono stati ritirati insieme ad altri MP 59, e i tre rimorchi MP 73 sono stati riportati ai convogli originali, anche se il B.7002 e il B.7004 sono stati ugualmente rottamati:
- M.3231-N.4213-A.6001-B.7004-N.4214-M.3232;

- M.3191-N.4173-B.7002-B.7047-N.4174-M.3192.

Non è escluso che, in caso di rimozione dei MP 59 dalla linea 11, alcuni MP 73 vi possano essere trasferiti.
Tre MP 73 hanno subìto incidenti tra il 1990 e il 2000. Pertanto tali treni sono stati ritirati e i vagoni ancora in buone condizioni uniti ad altri treni. Gli elementi del treno 6550 sono stati impiegati sul convoglio MP 86 della metropolitana di Marsiglia. La motrice M.3584 era ferma a fort de la Briche ed è stata poi risanata. I vagoni N.4504 e B.7044 sono fermi a Place d'Italie e la motrice M.3509 è ferma a Nation. Infine, gli M.3601 e M.3602 sono stati a loro volta smantellati.
| Numero | Composizione                       | Stato     | Linea di competenza |
| ------ | ---------------------------------- | --------- | ------------------- |
| 6501   | M.3502-N.4501-A.6501-B.7001-M.3501 | Operativo | 6                   |
| 6502   | M.3582-N.4541-A.6502-B.7042-M.3581 | Operativo | 6                   |
| 6503   | M.3506-N.4503-A.6503-B.7003-M.3505 | Operativo | 6                   |
| 6504   | -N.4504-A.6504-B.7004-             | Ritirato  |                     |
| 6505   | M.3510-N.4505-A.6505-B.7005-M.3513 | Operativo | 6                   |
| 6506   | M.3512-N.4506-A.6506-B.7006-M.3511 | Operativo | 6                   |
| 6507   | M.3596-N.4548-A.6507-B.7007-M.3595 | Operativo | 6                   |
| 6508   | M.3516-N.4508-A.6508-B.7008-M.3601 | Operativo | 6                   |
| 6509   | M.3518-N.4509-A.6509-B.7009-M.3517 | Operativo | 6                   |
| 6510   | M.3520-N.4510-A.6510-B.7010-M.3519 | Operativo | 6                   |
| 6511   | M.3522-N.4511-A.6511-B.7011-M.3521 | Operativo | 6                   |
| 6512   | M.3524-N.4512-A.6512-B.7012-M.3523 | Operativo | 6                   |
| 6513   | M.3526-N.4513-A.6513-B.7013-M.3525 | Operativo | 6                   |
| 6514   | M.3528-N.4514-A.6514-B.7014-M.3527 | Operativo | 6                   |
| 6515   | M.3530-N.4515-A.6515-B.7015-M.3529 | Operativo | 6                   |
| 6516   | M.3532-N.4516-A.6516-B.7016-M.3531 | Operativo | 6                   |
| 6517   | M.3534-N.4517-A.6517-B.7017-M.3533 | Operativo | 6                   |
| 6518   | M.3536-N.4518-A.6518-B.7018-M.3535 | Operativo | 6                   |
| 6519   | M.3538-N.4519-A.6519-B.7019-M.3537 | Operativo | 6                   |
| 6520   | M.3540-N.4520-A.6520-B.7020-M.3539 | Operativo | 6                   |
| 6521   | -N.4521-A.6521-                    | Ritirato  |                     |
| 6522   | M.3544-N.4522-A.6522-B.7022-M.3503 | Operativo | 6                   |
| 6523   | M.3546-N.4523-A.6523-B.7023-M.3545 | Operativo | 6                   |
| 6524   | M.3548-N.4524-A.6524-B.7024-M.3547 | Operativo | 6                   |
| 6525   | M.3550-N.4525-A.6525-B.7025-M.3549 | Operativo | 6                   |
| 6526   | M.3552-N.4526-A.6526-B.7026-M.3551 | Operativo | 6                   |
| 6527   | M.3554-N.4527-A.6527-B.7027-M.3553 | Operativo | 6                   |
| 6528   | M.3556-N.4528-A.6528-B.7028-M.3555 | Operativo | 6                   |
| 6529   | M.3558-N.4529-A.6529-B.7029-M.3557 | Operativo | 6                   |
| 6530   | M.3560-N.4530-A.6530-B.7030-M.3559 | Operativo | 6                   |
| 6531   | M.3508-N.4531-A.6531-B.7031-M.3507 | Operativo | 6                   |
| 6532   | M.3564-N.4532-A.6532-B.7032-M.3563 | Operativo | 6                   |
| 6533   | M.3566-N.4533-A.6533-B.7033-M.3565 | Operativo | 6                   |
| 6534   | M.3568-N.4534-A.6534-B.7034-M.3567 | Operativo | 6                   |
| 6535   | M.3570-N.4535-A.6535-B.7035-M.3569 | Operativo | 6                   |
| 6536   | M.3572-N.4536-A.6536-B.7036-M.3571 | Operativo | 6                   |
| 6537   | M.3574-N.4537-A.6537-B.7037-M.3573 | Operativo | 6                   |
| 6538   | M.3576-N.4538-A.6538-B.7038-M.3575 | Operativo | 6                   |
| 6539   | M.3578-N.4539-A.6539-B.7039-M.3577 | Operativo | 6                   |
| 6540   | M.3580-N.4540-A.6540-B.7040-M.3579 | Operativo | 6                   |
| 6541   | -A.6541-B.7041-                    | Ritirato  |                     |
| 6542   | M.3542-N.4542-A.6542-B.7021-M.3541 | Operativo | 6                   |
| 6543   | M.3586-N.4543-A.6543-B.7043-M.3585 | Operativo | 6                   |
| 6544   | M.3588-N.4544-A.6544-M.3587        | Operativo | 11                  |
| 6545   | M.3590-N.4545-A.6545-B.7045-M.3589 | Operativo | 6                   |
| 6546   | M.3592-N.4546-A.6546-B.7046-M.3591 | Operativo | 6                   |
| 6547   | M.3594-N.4547-A.6547-B.7047-M.3593 | Operativo | 6                   |
| 6548   | M.3514-N.4507-A.6548-B.7048-M.3543 | Operativo | 6                   |
| 6549   | M.3598-N.4549-A.6549-B.7049-M.3597 | Operativo | 6                   |
| 6550   | -N.4550-A.6550-                    | Ritirato  |                     |

## Caratteristiche
Gli MP 73 circolano in servizio ad una velocità di 70 km/h e sono dotati di servomotore di trazione alimentato a 72 V. Ogni motrice è dotata di quattro motori type MP4 da 145 CV alimentati a 750 volt tramite terza rotaia. Sono controllati tramite albero a camme JH alimentato a bassa tensione, con trenta cambi di marcia. Il controllo dei freni, interamente pneumatici e controllati tramite elettrovalvole, è modulabile su 11 livelli di intensità.
I treni montano pneumatici scanalati (in caso di pioggia, dati i lunghi tratti di linea all'aria aperta che deve affrontare), presentano casse con struttura leggera, una nuova estetica del frontale delle motrici e sedili più confortevoli.

## Altre versioni

### MP 86
Il MP 86 era un MP 73 con motori e sospensioni sperimentali che operò sulla linea 11 fino circa al 1997 in assortimento motrice-rimorchio-rimorchio-motrice.
La RATP ha reso noti pochi dettagli su questo convoglio. Si sa tuttavia che il MP 86 era dotato di un ponte motore Renault VI e di prese di corrente Faiveley. I carrelli erano di tipo ANF; i motori di trazione erano di tipo Alsthom MP 41 A.
La composizione del MP 86 era la seguente: motrici nº 3599 & 3600, rimorchi nº 7006 & 7050. Il convoglio è visibile in una foto del libro Le métro de Paris di Gaston Jacobs (pag. 107), dove la carrozza a destra del MP 55 nº 5513 è il vagone 7006. Il convoglio è stato radiato negli anni 1990, fatto salvo il rimorchio B.7006 che è stato accorpato al convoglio 6506.

### NS 74
La versione derivata da questo treno per il metrò di Santiago del Cile è nota come NS 74, quella per la metropolitana di Città del Messico invece MP 82.